# Roy (Washington)
Roy az Amerikai Egyesült Államok északnyugati részén, Washington állam Pierce megyéjében elhelyezkedő város. A 2010. évi népszámlálási adatok alapján 793 lakosa van.
Roy 1906. január 16-án kapott városi rangot. A hadsereg környékbeli terjeszkedése miatt Loveland települést kiürítették.

## Éghajlat
A város éghajlata mediterrán (a Köppen-skála szerint Csb).
| Hónap                         | Jan.  | Feb.  | Már.  | Ápr. | Máj. | Jún. | Júl. | Aug. | Szep. | Okt.  | Nov.  | Dec.  | Év    |
| ----------------------------- | ----- | ----- | ----- | ---- | ---- | ---- | ---- | ---- | ----- | ----- | ----- | ----- | ----- |
| Rekord max. hőmérséklet (°C)  | 17,8  | 22,8  | 26,1  | 31,1 | 35,6 | 37,8 | 40,0 | 40,0 | 36,7  | 32,2  | 22,8  | 17,8  | 40,0  |
| Átlagos max. hőmérséklet (°C) | 7,8   | 9,4   | 12,2  | 15,0 | 18,3 | 21,7 | 25,0 | 25,6 | 22,2  | 15,6  | 10,0  | 6,7   | 15,8  |
| Átlagos min. hőmérséklet (°C) | 1,1   | 0,6   | 1,7   | 3,3  | 6,1  | 8,9  | 10,6 | 10,6 | 7,8   | 5,0   | 2,2   | 0,6   | 4,9   |
| Rekord min. hőmérséklet (°C)  | −22,2 | −18,3 | −12,8 | −5,0 | −3,9 | −1,1 | 1,7  | 0,6  | −3,9  | −10,0 | −18,3 | −21,7 | −22,2 |
| Átl. csapadékmennyiség (mm)   | 199   | 138   | 134   | 90   | 59   | 45   | 16   | 24   | 43    | 117   | 219   | 189   | 1273  |
| Forrás: The Weather Channel   |       |       |       |      |      |      |      |      |       |       |       |       |       |

## Népesség
A 2010-es népszámláláskor a városnak 793 lakója, 303 háztartása és 215 családja volt. A népsűrűség 634,4 fő/km2. A lakóegységek száma 326, sűrűségük 260,8 db/km2. A lakosok 82%-a fehér, 3,2%-a afroamerikai, 2,4%-a indián, 3,7%-a ázsiai, 0,9%-a a Csendes-óceáni szigetekről származik, 0,8%-a egyéb, 7,2%-a pedig kettő vagy több etnikumú. A spanyol vagy latino származásúak aránya 3,8% (   )
A háztartások 38,3%-ában élt 18 évnél fiatalabb. 49,8% házas, 14,9% egyedülálló nő, 6,3% egyedülálló férfi, 29% pedig nem család. 22,8% egyedül élt; 6,3%-uk 65 éves vagy idősebb. Egy háztartásban átlagosan 2,62 személy élt; a családok átlagmérete 3,07 fő.
A medián életkor 35,9 év volt. A város lakóinak 26%-a 18 évesnél fiatalabb, 9,8% 18 és 24 év közötti, 29%-uk 25 és 44 év közötti, 26,6%-uk 45 és 64 év közötti, 8,6%-uk pedig 65 éves vagy idősebb. A lakosok 49,9%-a férfi, 50,1%-a pedig nő.

## Fordítás
- Ez a szócikk részben vagy egészben  a   Roy, Washington című angol Wikipédia-szócikk ezen változatának fordításán alapul.  Az eredeti cikk szerkesztőit annak laptörténete sorolja fel. Ez a jelzés csupán a megfogalmazás eredetét és a szerzői jogokat jelzi, nem szolgál a cikkben szereplő információk forrásmegjelöléseként.